# النجر (رداع)

تعديل مصدري - تعديل

حارة النجر هي إحدى حارات مدينة رداع أحد مدن محافظة البيضاء، بلغ تعداد سكانها 392 نسمة حسب تعداد اليمن لعام 2004.